# Miguel Ángel Candil
Miguel Ángel Candil Delgado es un ciclista profesional español nacido en El Barraco (provincia de Ávila) el 21 de noviembre de 1983. Debutó como profesional el año 2009 en el equipo portugués LA-Rota dos Móveis, de la mano de su paisano Paco Mancebo, junto con su compañero Rubén Calvo.
Es uno de los productos de la cantera de ciclistas de la Fundación Provincial Deportiva Víctor Sastre, sita en El Barraco, su pueblo natal.

## Palmarés
No ha conseguido victorias como profesional.

## Equipos
- LA-Rota dos Móveis/LA-Antarte
  - LA-Rota dos Móveis (2009-2010)
  - LA-Antarte (2011)